# 미코니우스

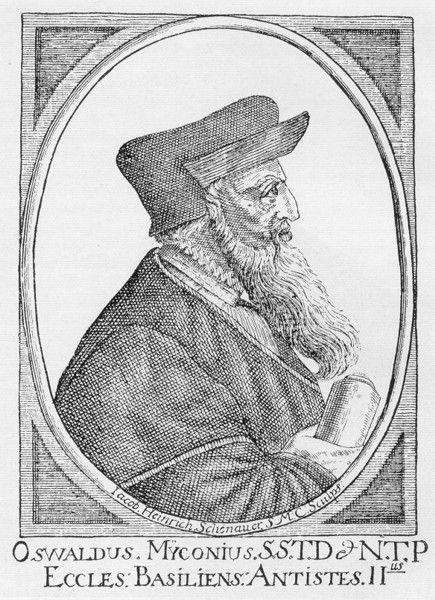

오스왈드 미코니우스(Oswald Myconius , 1488 – 1552년 10월 14일)는 스위스의 종교개혁 신학자이다. 그는 츠빙글리의 추종자였다.

## 생애
그는 스위스 루체른에서 태어났다 .  에라스무스와 한스 홀벤과 친분을 가졌다.  바젤대학교에서 공부하고 후에 쥬리히 가서 즈빙글을 따랐다. 츠빙글리가 사망하자(1531) 그는 바젤로 옮겨 그곳에서 도시의 설교자와 (1541년까지) 신약성경주석학 직의 교수를 역임했다. 1534년에 그는 바젤 신앙고백서 을 저술했다 . 고해성사에 있어서 그는 모든 개신교도들의 연합을 지지했다. 비록 츠빙글리안이었지만, 공재설을 주장하는 루터란들과 타협하려는 그의 준비는 강경파 츠빙글리안과 문제를 일으켰다. 신학자이자 언어학자인 Theodore Bibliander는 그의 저명한 추종자이다.

## 작품
- 'De H Zwinglii vita et obitu (1536)